# Le Chant du coucou
Pour plus de détails, voir Fiche technique et Distribution.
Le Chant du coucou (titre original : Call of the Cuckoo) est un film muet américain réalisé par Clyde Bruckman, sorti en 1927.

## Synopsis
Le film s'ouvre sur une citation : « Our dictionary says : « There are two kinds of cuckoos. Those that live in clocks and those who can’t help it ». »
M. et Mme Gimplewart habitent avec leur fils une splendide maison dont ils cherchent à se débarrasser car elle jouxte l’asile psychiatrique. À cet effet M. Gimplewart a passé une annonce, mais il est bien difficile, lors de la visite des futurs acquéreurs, de leur cacher les indésirables voisins.
Après une tentative de vente infructueuse, un nouveau client se présente et leur propose d'échanger leur maison contre la sienne, en présentant une photo qui montre une splendide demeure. L’occasion est trop belle et la famille saisit cette chance. Mais la contrepartie de l’échange, construite à la hâte, va s’avérer pire que leur ancienne maison.

## Fiche technique
- Titre original : Call of the Cuckoo
- Titre : Le Chant du coucou
- Réalisation : Clyde Bruckman

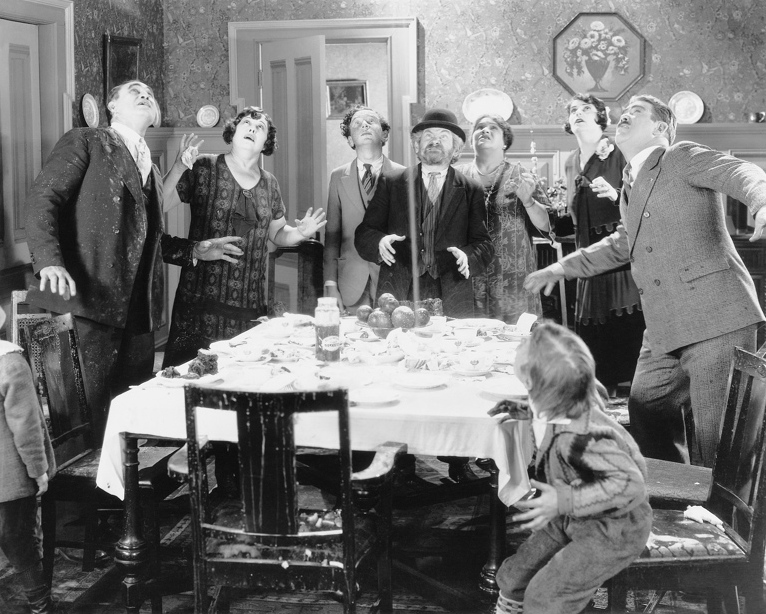
L'instant où le plafond menace de s'effondrer.

- Scénario : H.M. Walker (intertitres)
- Photographie : Floyd Jackman
- Montage : Richard C. Currier
- Société de production : Hal Roach Studios
- Société de distribution : Metro-Goldwyn-Mayer
- Pays de production : États-Unis
- Langue : intertitres en anglais
- Format : Noir et blanc - 35 mm - 1,37:1  -  Muet
- Genre : comédie
- Longueur : deux bobines
- Date de sortie : 
  - États-Unis : 15 octobre 1927

## Distribution
Dans l'ordre du générique :
- Max Davidson : Papa Gimplewart

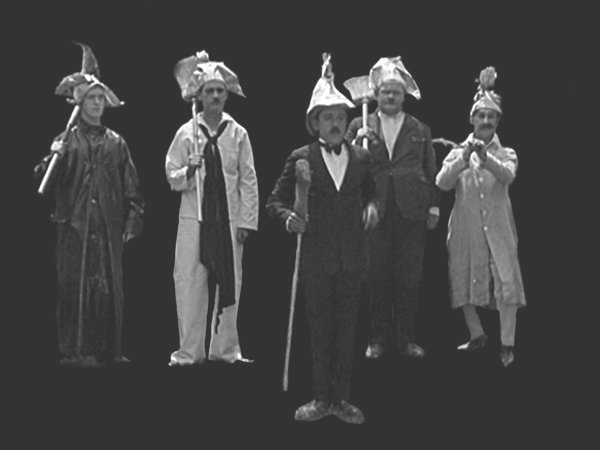
Les voisins fous : Laurel, Charley Chase, Hardy, James Finlayson et Charlie Hall.

- Spec O'Donnell : le fils Gimplewart
- Lillian Elliott : Mama Gimplewart
- Leo Willis : un invité à la pendaison de crémaillère
- Stan Laurel : un patient de l'asile psychiatrique
- Oliver Hardy : un patient de l'asile psychiatrique
- Charley Chase : un patient de l'asile psychiatrique
- James Finlayson : un patient de l'asile psychiatrique

Reste de la distribution non créditée :
- Frank Brownlee : le premier acheteur éventuel
- Edgar Dearing (en) : un invité à la pendaison de crémaillère
- Charlie Hall : un patient de l'asile psychiatrique
- Fay Holderness (en) : une invitée à la pendaison de crémaillère
- Charles Meakin : celui qui propose l'échange contre sa maison
- Lyle Tayo : une invitée à la pendaison de crémaillère

## Autour du film

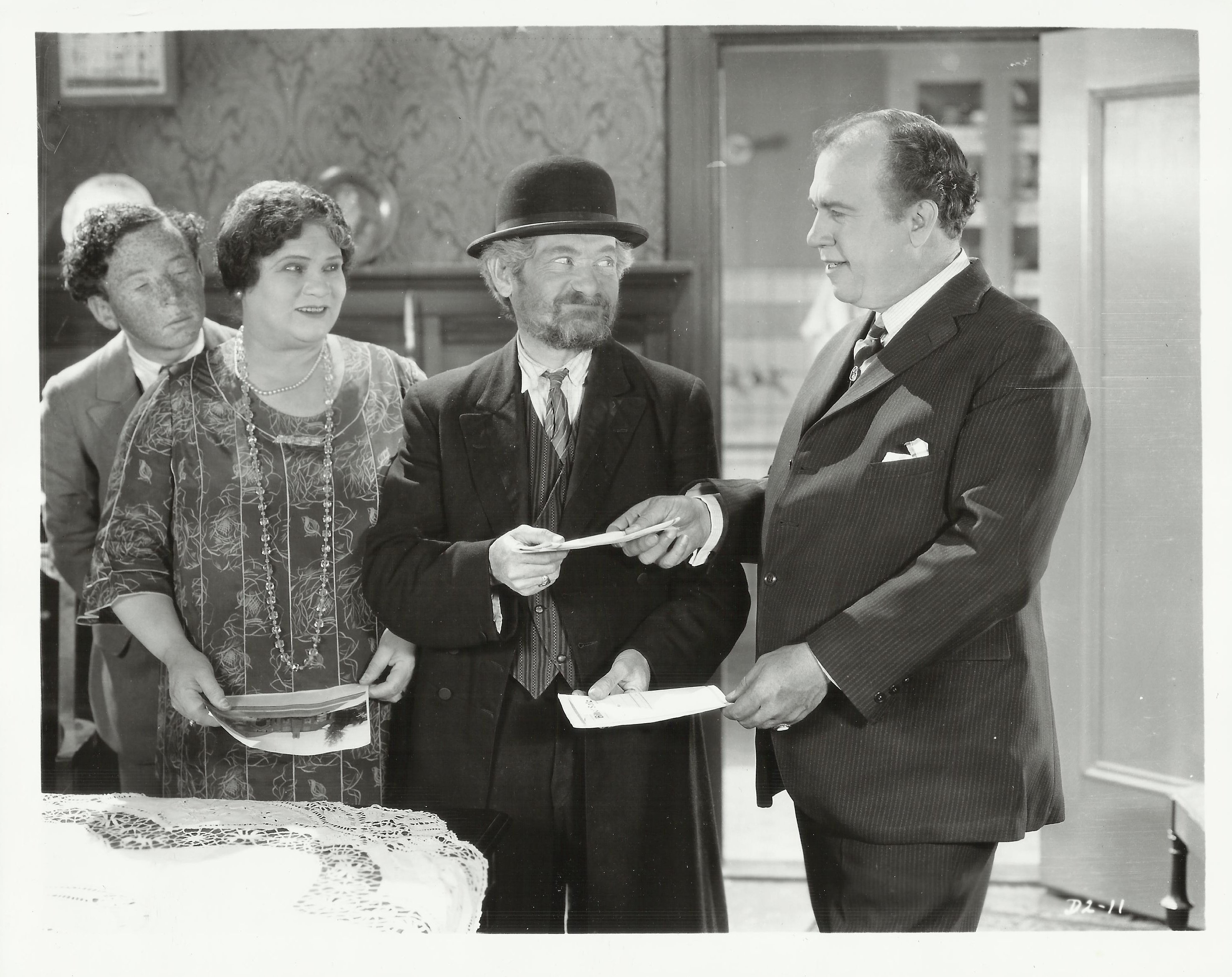
De gauche à droite : Spec O'Donnell, Lillian Elliott, Max Davidson et Charles Meakin.

Dans cette comédie mettant en scène Max Davidson, Laurel et Hardy n’effectuent qu’une participation aux côtés de Charley Chase et James Finlayson. Tous les quatre jouent le rôle des pensionnaires de l’asile. Il est à noter les cheveux extrêmement courts de Stan et Ollie. Ils viennent de tourner L'Année du second centenaire (The Second Hundred Years) pour lequel ils se sont rasés la tête afin de parfaire leur rôle de bagnards.

Le Chant du coucou est le treizième film où Laurel et Hardy ont tourné ensemble aux Studios Hal Roach. Selon que l'on considère ou non que le tandem comique est déjà établi, ce film pourrait être à juste titre considéré comme un caméo du duo.